# Valdepasillas

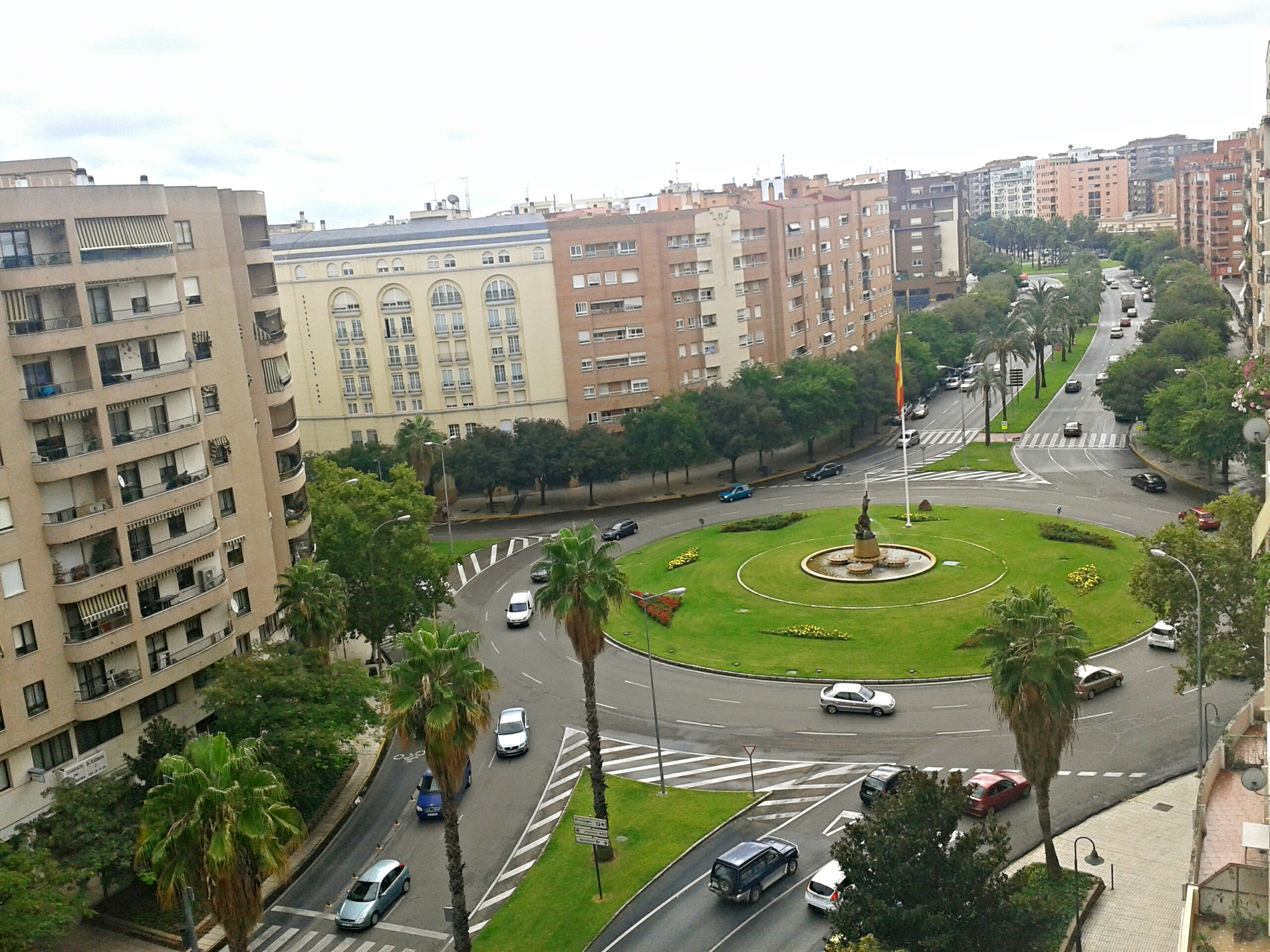
La avenida Sinforiano Madroñero, una de las arterias principales de Valdepasillas, en su cruce con la avenida José María Alcaraz y Alenda; justo al lado de la plaza de la Molineta.

Valdepasillas es un barrio moderno y vanguardista situado en la ciudad de Badajoz. Cuenta con amplios jardines, avenidas, y es una de las zonas de concentración de bares y pubs de la ciudad. A pesar de ser un barrio de la periferia, Valdepasillas es uno de los más poblados y está bien comunicado con las otras zonas de la ciudad, ya que por él pasan varias líneas de autobús y existen amplias calles y avenidas por las que se llega al centro. Además, posee gran cantidad de servicios, como son la sede del Banco de España en Extremadura, la Jefatura Provincial de Tráfico y la sede nacional de la Confederación Hidrográfica del Guadiana, entre otros muchos, los cuales hacen que la vida en este barrio sea muy cómoda y tranquila. 
Es una de las zonas con mayor atractivo visual de la ciudad. Muchos de sus edificios están adscritos a la Arquitectura brutalista. La avenida Sinforiano Madroñero, la principal del barrio, cuenta con dos carriles en cada dirección, un carril bici, impresionantes fuentes ornamentales, preciosos jardines a los lados y, además, finaliza en el espectacular Puente Real, un puente sobre el río Guadiana que es símbolo de la ciudad.

## Raíz etimológica del topónimo "Valdepasillas"
El origen histórico por el que se conoce a este barrio pacense como "Valdepasillas" tiene una clara connotación aristócrata, pues todos los terrenos donde se asienta este segmento o distrito de la ciudad, eran propiedad desde tiempos remotos de la noble familia hidalga asentada en tierras extremeñas, de los Figueroa y Silva Lasso de la Vega, algunos de ellos señores y prelados de la villa de Badajoz, como Lorenzo Suárez de Figueroa entre otros, y ostentando otros miembros de esta estirpe, el reconocimiento de Gran Maestre de las órdenes de Alcántara, Santiago y Malta.
Perteneciente a dicho abolengo, estaba integrado el marquesado de Valdesevilla, un noble título creado un 27 de septiembre del año 1703, por el monarca Felipe V, a favor de Don Alonso José Sánchez de Figueroa y Silva (1675), coronel de infantería, y caballero de la Orden de Santiago (1688), considerado gentilhombre de cámara del rey y señor de Valdesevilla y la Pizarra (Málaga). 1.º marqués de Valdesevilla, 7.º señor de la Pizarra, señor de Torre del Águila, 1.º marqués de Valdesevilla. 
A pesar de que este militar sea originario de Málaga, este título pasa a su pariente natural de Badajoz, llamado Don Juan de Figueroa y Vargas Sánchez, 6.º señor de la Pizarra, señor de la dehesa Valdesevilla (Badajoz), Torre del Águila, y Juro de la recompensa. 
Es más que evidente que el topónimo adquirido con posterioridad a dichos terrenos, se deba con toda seguridad a una degeneración fonema y semántica del término, o bien error de escribano en la transcripción, originando esta peculiar toponimia del barrio de aquel título perteneciente a las dehesas de Valdesevilla, situadas en Badajoz y que en tiempos, serían el perímetro circundante de la villa en dirección al camino de Sevilla, y de ahí su derivación indicadora. teniendo en cuenta que "Valde" es una contracción que hace alusión a "Valle de", en una forma acortada. Sería pues como resultado: "Valle de Sevilla".

## Situación del barrio

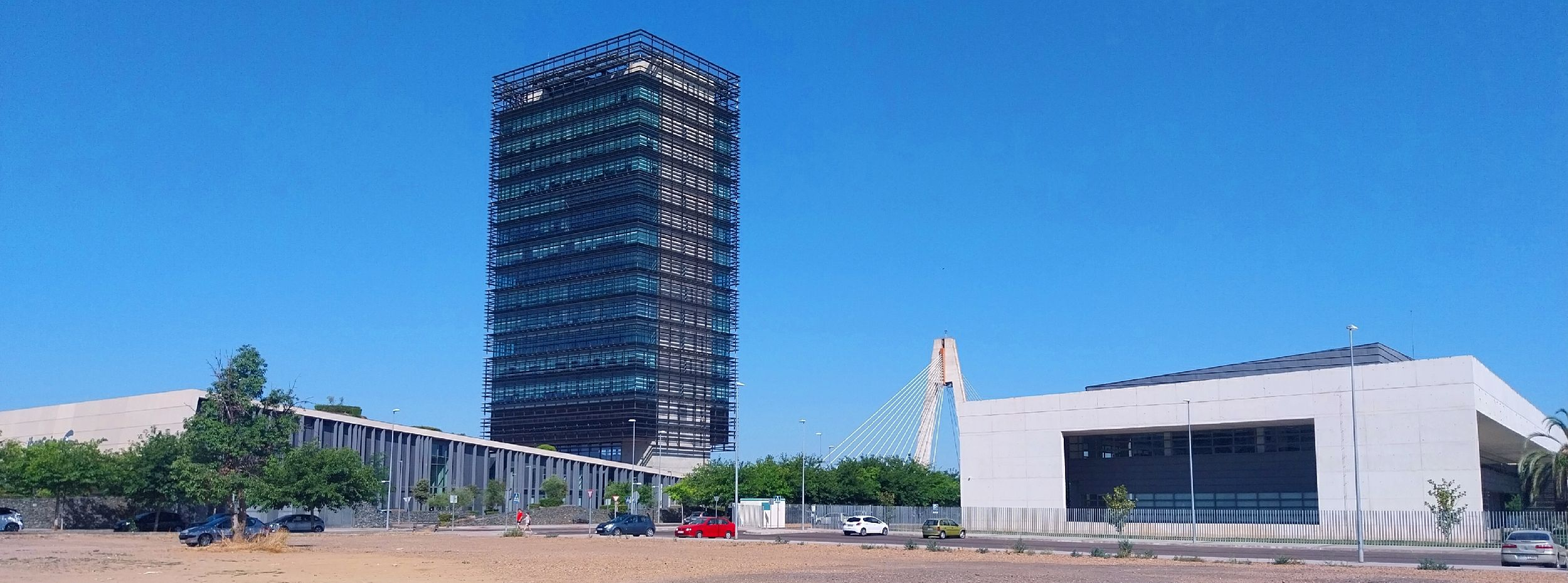
Biblioteca Pública del Estado Bartolomé J. Gallardo y la Torre Caja Badajoz

El barrio de Valdepasillas está ubicado en el suroeste de Badajoz, situado entre el Guadiana, la antigua autopista, la avenida María Auxiliadora y la carretera de Olivenza. Limita con los barrios de Huerta Rosales, María Auxiliadora, Santa Marina y La Paz. Esto le confiere a Valdepasillas una posición estratégica dentro de la ciudad, la cual mejorará todavía más en el futuro, ya que se beneficiará de la construcción de la futura autovía EX-A6 (Badajoz-Olivenza) y de la futura Ronda Sur. 
Está delimitado al norte por el río Guadiana a la altura del Puente Real y la avenida del Perú (que separa Valdepasillas del barrio de la Paz); María Auxiliadora al sur; Antonio Masa Campos al este (desde el cruce la avenida del Perú y de Colón hasta el cruce con María Auxiliadora y avenida Villanueva), y Gaspar Méndez y Arturo Barea al oeste, que la separan de Huerta Rosales. 
La avenida principal, Sinforiano Madroñero atraviesa el barrio de sur a norte y desemboca en el Puente Real, que conecta Valdepasillas con la avenida de Elvas, donde se encuentran la Universidad de Extremadura y el Hospital Universitario de Badajoz. Otras avenidas principales de Valdepasillas son Godofredo Ortega y Muñoz (pintor) y José María Alcaraz y Alenda (obispo de Badajoz) que la cruzan de este a oeste, y Tomás Romero de Castilla, teólogo y catedrático, que cruza de norte a sur. Todas cuentan a ambos lados con numerosos parques.

## Zonas de interés

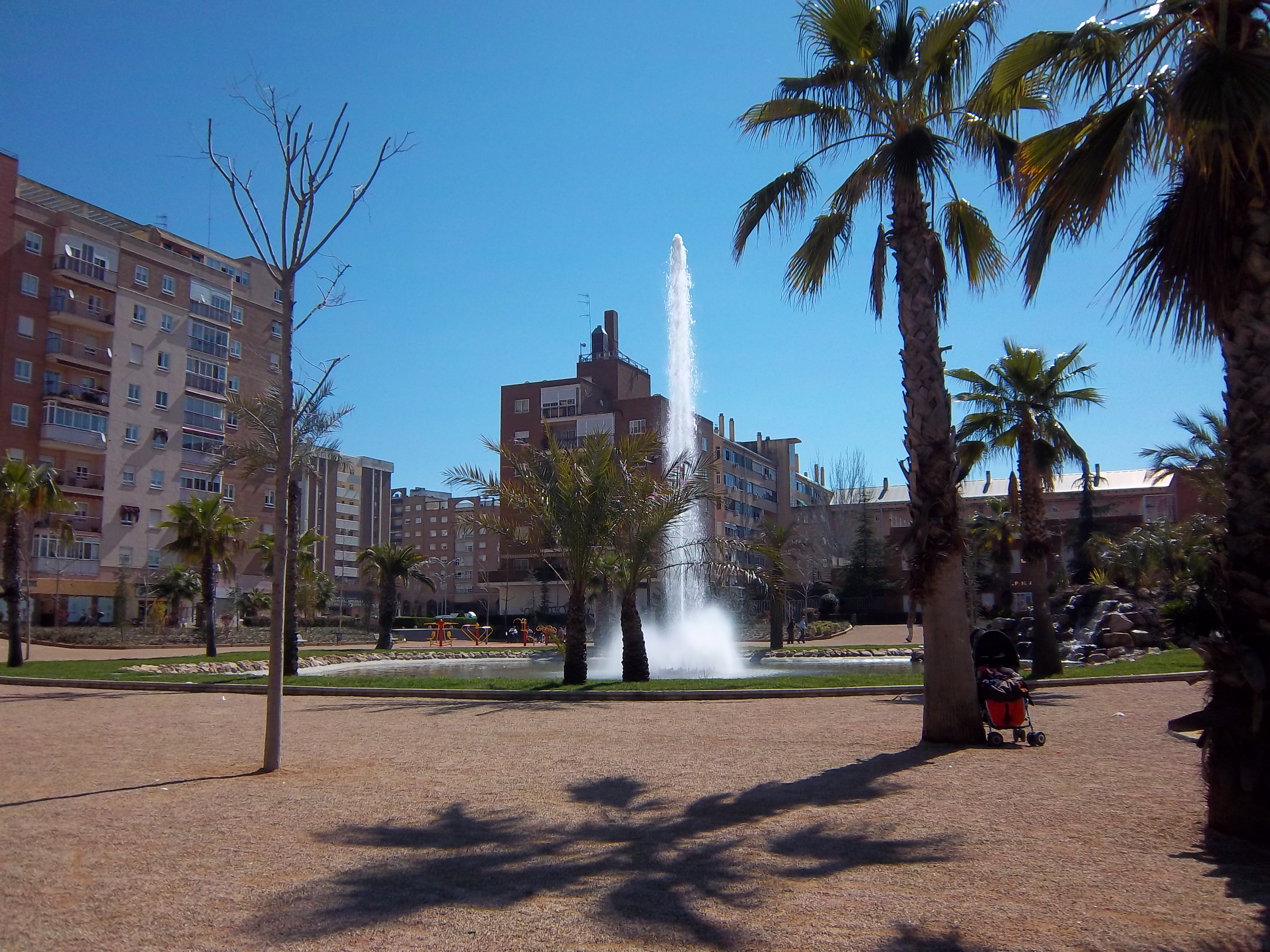
El parque Bioclimático, situado junto al instituto de enseñanza secundaria del mismo nombre, es uno de los parques más bellos y modernos de Badajoz.

Al ser un barrio moderno, Valdepasillas cuenta con una gran variedad de zonas verdes, sobre todo parques. El principal parque es la plaza de las Américas (conocido como "Parque Pitusa"), aunque ya cuenta con otros parques más modernos como son la plaza de la Molineta, los parques de las calles Alconchel y José Pérez Jiménez, la plaza de Miguel López-Alegría (también conocida como “El Parque del Banco”) y el parque Bioclimático. Valdepasillas también se ha beneficiado del proyecto de rehabilitación de las márgenes del Guadiana y de los parques y senderos hechos en sus orillas, ya que este barrio también es bañado por las aguas de este río.
La zona de bares de copas se concentra en la avenida Sinforiano Madroñero, donde hay numerosos pubs que atraen a gran cantidad de jóvenes durante los fines de semana. Además, en esta calle también podemos encontrar numerosas sucursales de diversos bancos y cajas de ahorros, desgraciadamente un gran número de casas de apuestas, tiendas de todo tipo y gran cantidad de restaurantes, algunos de ellos de cadenas conocidas, como Foster's Hollywood o Domino's Pizza, entre otros. 
Valdepasillas atrae a numerosos inmigrantes (mayormente portugueses) debido, entre otras razones, a motivos comerciales, ya que consta de un McDonald's, un hipermercado Carrefour y un Mercadona, además de uno de los dos mercadillos que se realizan en Badajoz, el cual tiene lugar todos los martes por la mañana en un espacio habilitado para ello al lado del Puente Real.

## Servicios públicos
La vida en Valdepasillas es cómoda, ya que el barrio cuenta con diversos servicios públicos. Los edificios más importantes con los que cuenta el barrio son la sede regional del Banco de España para Badajoz y Extremadura, y la sede nacional de la Confederación Hidrográfica del Guadiana, aunque también podemos encontrar muchos otros servicios.
A nivel de salud, cuenta con el hospital Clideba, así como varias clínicas de día (Badajoz Salud, Caser, Fremap, etc.). Aparte de esto, varios doctores disponen de consultas privadas en Valdepasillas, como el centro de cirugía maxilofacial del Dr. Monje Gil y la clínica de oftalmología del Dr. Fernández Vigo, una de la más prestigiosas de España. Además, el barrio también cuenta con un centro de salud propio, está situado cerca del Hospital Infanta Cristina, ya que para llegar a él desde el barrio sólo hace falta cruzar el Puente Real. También se encuentra en el barrio la sede de Aspaceba (Asociación de Parálisis Cerebral de Badajoz).
En lo que respecta la educación, Valdepasillas cuenta con dos colegios públicos de primaria como son Los Glacis y Enrique Segura Covarsí, además del colegio Salesianos Ramón Izquierdo, centro concertado de infantil, primaria, secundaria y bachillerato. A nivel de Enseñanza Secundaria Obligatoria, el barrio cuenta con el IES Maestro Domíngo Cáceres y el IES Bioclimático.

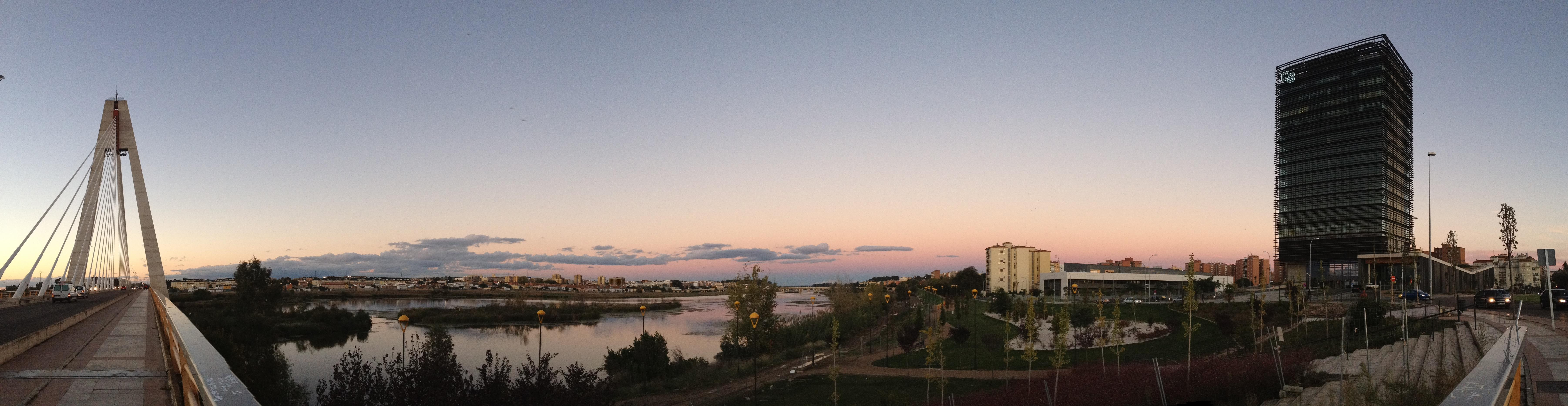
El río Guadiana a su paso por el Puente Real y la torre de Caja Badajoz.

A principios de 2012 finalizaron las obras para la construcción del edificio de Caja de Badajoz, llamado edificio Badajoz Siglo XXI y ahora de propiedad de Ibercaja. Junto a este edificio se encuentra la Biblioteca Pública del Estado Bartolomé J. Gallardo, que separa Valdepasillas del CP Santa Marina, ya perteneciente al polígono de la Paz.
Por otro lado, nada más salir del barrio también podemos encontrar otros lugares relevantes, como el polideportivo la Granadilla, el estadio Nuevo Vivero, el Centro Comercial Conquistadores (que posee varias salas de cine) y el cementerio de San Juan Bautista. En el año 2012 se inauguró el Centro Comercial El Faro, que dispone de más de 90 establecimientos, incluyendo el Cine Yelmo Prémium El Faro.

## Curiosidades
- El 30 de mayo de 2010 se celebró el desfile de las Fuerzas Armadas, al que asistieron S.M. los Reyes de España, los Príncipes de Asturias, el exalcalde de Badajoz Miguel Celdrán, la exministra de defensa Carme Chacón, y el presidente de la Junta de Extremadura Guillermo Fernández Vara. El evento tuvo lugar en una de las plazas más transitadas de la avenida Sinforiano Madroñero.[3]
- El 7 de octubre de 2017 se celebró el Día de la Hispanidad, que comenzó a las 12:00 horas. El lugar elegido para ello fue la plaza de José Luis Herrera Pombo (más comúnmente conocida como "Rotonda de la bandera"), donde se izó la bandera, se llevó a cabo un homenaje a quienes dieron su vida por España, así como un desfile (con la participación del Ejército del Aire y Tierra, la Guardia Civil y la Policía Nacional), y, como novedad, se añadió el aterrizaje de dos paracaidistas del Ejército del Aire con una bandera de España. Al evento asistieron la delegada del Gobierno en Extremadura, Cristina Herrera, acompañada del coronel jefe de la Base Aérea de Talavera la Real y Ala 23D, Francisco Bolaños, y el alcalde de Badajoz, Francisco Javier Fragoso.[4]